# Pierre Harmel
Pour les articles homonymes, voir Harmel.
Le comte Pierre Harmel, né le 16 mars 1911 à Uccle et mort le 15 novembre 2009 à Bruxelles (Belgique), est un homme d'État belge.
Membre du parti social-chrétien, il est premier ministre entre 1965 et 1966 et président du Sénat de Belgique entre 1973 et 1977.

## Biographie
Docteur en droit, licencié en sciences sociales et en notariat. Il est aussi Agrégé de l'enseignement supérieur en droit fiscal. Avant la guerre, il est président national de l’Action catholique de la jeunesse belge (ACJB). Mobilisé, en 1939, il participe en mai 1940 à la campagne des 18 jours où après la capitulation, il est fait prisonnier par l'armée allemande.
Après la guerre, il devient professeur à l'Université de l'État à Liège. Il devint membre et vice-président de « La Relève », un groupe de réflexion et de discussion politique au sein du PSC qui joua un rôle important à la formation du CVP.
Pierre Harmel est élu député social-chrétien à la Chambre des représentants en 1946. Sa proposition de loi demandant la mise en place d'un centre de recherche pour la solution nationale des problèmes sociaux et juridiques en régions wallonne et flamande a été adoptée en 1947.  Le Centre Harmel publia en 1958 le rapport de ses réflexions.
Il représente la Belgique à la 4e session de l'Assemblée des Nations unies en 1949.  Ministre de l'Instruction publique entre 1950 à 1954.  À cette occasion, il fera adopter de nouvelles lois scolaires, favorables à l'enseignement libre confessionnel qui seront à l'origine de la nouvelle guerre scolaire en Belgique .  Ministre de la Justice entre juin 1958 et novembre 1958, des Affaires culturelles de 1958 à 1960 et de la Fonction publique de 1960 à 1961. Il est nommé Premier ministre le 28 juillet 1965 et le reste jusqu'au 19 mars 1966 où il est à la tête d'un gouvernement entre sociaux-chrétiens et socialistes. Entre 1966 et 1973, il est ministre des Affaires étrangères. À l'époque, il plaide pour une défense forte, alliée à des relations stables avec les pays de l'Est (doctrine Harmel qui inspira l'OTAN).
EN 1973, il est nommé ministre d'État puis est élu, la même année, à la présidence du Sénat, fonction qu'il occupe jusqu'aux élections législatives d'avril 1977. En 1991, le roi Baudouin lui confère le titre de comte pour lui et tous ses descendants.

## Distinctions
- Nommé ministre d'État le 22 février 1973;
- Concession de noblesse héréditaire et du titre de comte pour lui et tous ses descendants, accordée par le roi Baudouin, en 1991[1];
- Grand cordon de l'ordre de Léopold[4];
- Grand officier de l'ordre de Léopold II;
- Croix de guerre 40-45[4];
- Grand-Croix de l'ordre de Saint-Michel et Saint-Georges (Angleterre)[4];
- Officier du Mérite wallon (O.M.W.) à titre posthume en 2012.

## Sources
- BERNARDO Y GARCIA L.A., Inventaire des archives de Pierre Harmel pour les années 1921-2000, série Inventaires Archives générales du Royaume n°355, publication n°4412, Archives générales du Royaume, Bruxelles, 2004